# Danh sách tiểu hành tinh: 13501–13600
| Tên                   | Tên đầu tiên | Ngày phát hiện       | Nơi phát hiện          | Người phát hiện                |
| --------------------- | ------------ | -------------------- | ---------------------- | ------------------------------ |
| 13501 -               | 1987 VR      | 15 tháng 11 năm 1987 | Kleť                   | A. Mrkos                       |
| 13502 -               | 1987 WD      | 17 tháng 11 năm 1987 | Kushiro                | S. Ueda, H. Kaneda             |
| 13503 -               | 1988 RH6     | 6 tháng 9 năm 1988   | La Silla               | H. Debehogne                   |
| 13504 -               | 1988 RV12    | 14 tháng 9 năm 1988  | Cerro Tololo           | S. J. Bus                      |
| 13505 -               | 1989 AB3     | 4 tháng 1 năm 1989   | Siding Spring          | R. H. McNaught                 |
| 13506 -               | 1989 AF3     | 4 tháng 1 năm 1989   | Siding Spring          | R. H. McNaught                 |
| 13507 -               | 1989 AN5     | 4 tháng 1 năm 1989   | Siding Spring          | R. H. McNaught                 |
| 13508 -               | 1989 DC      | 27 tháng 2 năm 1989  | Dynic                  | A. Sugie                       |
| 13509 -               | 1989 GU3     | 4 tháng 4 năm 1989   | La Silla               | E. W. Elst                     |
| 13510 -               | 1989 OL      | 29 tháng 7 năm 1989  | Lake Tekapo            | A. C. Gilmore, P. M. Kilmartin |
| 13511 -               | 1989 RD1     | 5 tháng 9 năm 1989   | Lake Tekapo            | A. C. Gilmore, P. M. Kilmartin |
| 13512 -               | 1989 TH1     | 8 tháng 10 năm 1989  | Dynic                  | A. Sugie                       |
| 13513 -               | 1990 EL2     | 2 tháng 3 năm 1990   | La Silla               | E. W. Elst                     |
| 13514 -               | 1990 MR      | 18 tháng 6 năm 1990  | Palomar                | H. E. Holt                     |
| 13515 -               | 1990 SG12    | 19 tháng 9 năm 1990  | Palomar                | H. E. Holt                     |
| 13516 -               | 1990 UO1     | 20 tháng 10 năm 1990 | Dynic                  | A. Sugie                       |
| 13517 -               | 1990 UU1     | 20 tháng 10 năm 1990 | Siding Spring          | R. H. McNaught                 |
| 13518 -               | 1990 VL1     | 12 tháng 11 năm 1990 | Kushiro                | S. Ueda, H. Kaneda             |
| 13519 -               | 1990 VM3     | 15 tháng 11 năm 1990 | Dynic                  | A. Sugie                       |
| 13520 Félicienrops    | 1990 VC6     | 15 tháng 11 năm 1990 | La Silla               | E. W. Elst                     |
| 13521 -               | 1991 BK      | 19 tháng 1 năm 1991  | Okutama                | T. Hioki, S. Hayakawa          |
| 13522 -               | 1991 FG      | 18 tháng 3 năm 1991  | Siding Spring          | R. H. McNaught                 |
| 13523 -               | 1991 LU1     | 6 tháng 6 năm 1991   | La Silla               | E. W. Elst                     |
| 13524 -               | 1991 OO      | 18 tháng 7 năm 1991  | Palomar                | H. E. Holt                     |
| 13525 -               | 1991 PG3     | 2 tháng 8 năm 1991   | La Silla               | E. W. Elst                     |
| 13526 -               | 1991 PQ5     | 3 tháng 8 năm 1991   | La Silla               | E. W. Elst                     |
| 13527 -               | 1991 PJ15    | 7 tháng 8 năm 1991   | Palomar                | H. E. Holt                     |
| 13528 -               | 1991 PM16    | 7 tháng 8 năm 1991   | Palomar                | H. E. Holt                     |
| 13529 -               | 1991 RE1     | 1 tháng 9 năm 1991   | Geisei                 | T. Seki                        |
| 13530 Ninnemann       | 1991 RS2     | 9 tháng 9 năm 1991   | Tautenburg Observatory | L. D. Schmadel, F. Börngen     |
| 13531 Weizsäcker      | 1991 RU4     | 13 tháng 9 năm 1991  | Tautenburg Observatory | F. Börngen, L. D. Schmadel     |
| 13532 -               | 1991 RY8     | 11 tháng 9 năm 1991  | Palomar                | H. E. Holt                     |
| 13533 Junili          | 1991 RJ11    | 4 tháng 9 năm 1991   | La Silla               | E. W. Elst                     |
| 13534 -               | 1991 RZ11    | 4 tháng 9 năm 1991   | La Silla               | E. W. Elst                     |
| 13535 -               | 1991 RS13    | 13 tháng 9 năm 1991  | Palomar                | H. E. Holt                     |
| 13536 -               | 1991 RA15    | 15 tháng 9 năm 1991  | Palomar                | H. E. Holt                     |
| 13537 -               | 1991 SG      | 29 tháng 9 năm 1991  | Siding Spring          | R. H. McNaught                 |
| 13538 -               | 1991 ST      | 30 tháng 9 năm 1991  | Siding Spring          | R. H. McNaught                 |
| 13539 -               | 1991 TY      | 2 tháng 10 năm 1991  | Siding Spring          | R. H. McNaught                 |
| 13540 Kazukitakahashi | 1991 UR1     | 29 tháng 10 năm 1991 | Kitami                 | A. Takahashi, K. Watanabe      |
| 13541 -               | 1991 VP3     | 4 tháng 11 năm 1991  | Kushiro                | S. Ueda, H. Kaneda             |
| 13542 -               | 1991 VC5     | 10 tháng 11 năm 1991 | Kiyosato               | S. Otomo                       |
| 13543 Butler          | 1992 AO2     | 2 tháng 1 năm 1992   | Kitt Peak              | Spacewatch                     |
| 13544 -               | 1992 DU5     | 29 tháng 2 năm 1992  | La Silla               | UESAC                          |
| 13545 -               | 1992 DZ5     | 29 tháng 2 năm 1992  | La Silla               | UESAC                          |
| 13546 -               | 1992 DF8     | 29 tháng 2 năm 1992  | La Silla               | UESAC                          |
| 13547 -               | 1992 DJ8     | 29 tháng 2 năm 1992  | La Silla               | UESAC                          |
| 13548 -               | 1992 ER1     | 8 tháng 3 năm 1992   | Kushiro                | S. Ueda, H. Kaneda             |
| 13549 -               | 1992 EW7     | 2 tháng 3 năm 1992   | La Silla               | UESAC                          |
| 13550 -               | 1992 EX9     | 2 tháng 3 năm 1992   | La Silla               | UESAC                          |
| 13551 Gadsden         | 1992 FL1     | 26 tháng 3 năm 1992  | Siding Spring          | R. H. McNaught                 |
| 13552 -               | 1992 GA      | 4 tháng 4 năm 1992   | Lake Tekapo            | A. C. Gilmore, P. M. Kilmartin |
| 13553 -               | 1992 JE      | 2 tháng 5 năm 1992   | Geisei                 | T. Seki                        |
| 13554 -               | 1992 JL1     | 8 tháng 5 năm 1992   | La Silla               | H. Debehogne, G. L. Vieira     |
| 13555 -               | 1992 JB2     | 2 tháng 5 năm 1992   | La Silla               | H. Debehogne                   |
| 13556 -               | 1992 OY7     | 21 tháng 7 năm 1992  | La Silla               | H. Debehogne, Á. López G.      |
| 13557 Lievetruwant    | 1992 OB9     | 24 tháng 7 năm 1992  | La Silla               | H. Debehogne, Á. López G.      |
| 13558 -               | 1992 PR6     | 5 tháng 8 năm 1992   | La Silla               | H. Debehogne, Á. López G.      |
| 13559 Werth           | 1992 RD1     | 4 tháng 9 năm 1992   | Tautenburg Observatory | L. D. Schmadel, F. Börngen     |
| 13560 La Pérouse      | 1992 RX6     | 2 tháng 9 năm 1992   | La Silla               | E. W. Elst                     |
| 13561 Kudogou         | 1992 SB1     | 23 tháng 9 năm 1992  | Kitami                 | M. Yanai, K. Watanabe          |
| 13562 Bobeggleton     | 1992 SF11    | 28 tháng 9 năm 1992  | Kitt Peak              | Spacewatch                     |
| 13563 -               | 1992 UW      | 21 tháng 10 năm 1992 | Kiyosato               | S. Otomo                       |
| 13564 Kodomomiraikan  | 1992 UH1     | 19 tháng 10 năm 1992 | Kitami                 | M. Yanai, K. Watanabe          |
| 13565 Yotakanashi     | 1992 UZ5     | 28 tháng 10 năm 1992 | Kitami                 | K. Endate, K. Watanabe         |
| 13566 -               | 1992 UM9     | 19 tháng 10 năm 1992 | Kushiro                | S. Ueda, H. Kaneda             |
| 13567 Urabe           | 1992 WF1     | 16 tháng 11 năm 1992 | Kitami                 | K. Endate, K. Watanabe         |
| 13568 -               | 1992 WL3     | 21 tháng 11 năm 1992 | Uenohara               | N. Kawasato                    |
| 13569 Oshu            | 1993 EJ      | 4 tháng 3 năm 1993   | Geisei                 | T. Seki                        |
| 13570 -               | 1993 FH7     | 17 tháng 3 năm 1993  | La Silla               | UESAC                          |
| 13571 -               | 1993 FT7     | 17 tháng 3 năm 1993  | La Silla               | UESAC                          |
| 13572 -               | 1993 FS12    | 17 tháng 3 năm 1993  | La Silla               | UESAC                          |
| 13573 -               | 1993 FZ18    | 17 tháng 3 năm 1993  | La Silla               | UESAC                          |
| 13574 -               | 1993 FX79    | 21 tháng 3 năm 1993  | La Silla               | UESAC                          |
| 13575 -               | 1993 GN      | 14 tháng 4 năm 1993  | Kiyosato               | S. Otomo                       |
| 13576 Gotoyoshi       | 1993 HW      | 16 tháng 4 năm 1993  | Kitami                 | K. Endate, K. Watanabe         |
| 13577 Ukawa           | 1993 HR1     | 16 tháng 4 năm 1993  | Kitami                 | K. Endate, K. Watanabe         |
| 13578 -               | 1993 MK      | 17 tháng 6 năm 1993  | Palomar                | H. E. Holt                     |
| 13579 Allodd          | 1993 NA2     | 12 tháng 7 năm 1993  | La Silla               | E. W. Elst                     |
| 13580 de Saussure     | 1993 OQ5     | 20 tháng 7 năm 1993  | La Silla               | E. W. Elst                     |
| 13581 -               | 1993 QX4     | 19 tháng 8 năm 1993  | Palomar                | E. F. Helin                    |
| 13582 Tominari        | 1993 TN2     | 15 tháng 10 năm 1993 | Kitami                 | K. Endate, K. Watanabe         |
| 13583 Bosret          | 1993 TN18    | 9 tháng 10 năm 1993  | La Silla               | E. W. Elst                     |
| 13584 -               | 1993 TH19    | 9 tháng 10 năm 1993  | La Silla               | E. W. Elst                     |
| 13585 -               | 1993 TC20    | 9 tháng 10 năm 1993  | La Silla               | E. W. Elst                     |
| 13586 -               | 1993 TY22    | 9 tháng 10 năm 1993  | La Silla               | E. W. Elst                     |
| 13587 -               | 1993 TQ29    | 9 tháng 10 năm 1993  | La Silla               | E. W. Elst                     |
| 13588 -               | 1993 TU38    | 9 tháng 10 năm 1993  | La Silla               | E. W. Elst                     |
| 13589 -               | 1993 XM      | 8 tháng 12 năm 1993  | Oizumi                 | T. Kobayashi                   |
| 13590 -               | 1994 AC3     | 14 tháng 1 năm 1994  | Oizumi                 | T. Kobayashi                   |
| 13591 -               | 1994 BC1     | 16 tháng 1 năm 1994  | Oizumi                 | T. Kobayashi                   |
| 13592 -               | 1994 JU      | 8 tháng 5 năm 1994   | Oizumi                 | T. Kobayashi                   |
| 13593 -               | 1994 NF1     | 4 tháng 7 năm 1994   | Palomar                | E. F. Helin                    |
| 13594 -               | 1994 PC2     | 9 tháng 8 năm 1994   | Palomar                | PCAS                           |
| 13595 -               | 1994 PL3     | 10 tháng 8 năm 1994  | La Silla               | E. W. Elst                     |
| 13596 -               | 1994 PD18    | 10 tháng 8 năm 1994  | La Silla               | E. W. Elst                     |
| 13597 -               | 1994 PH18    | 12 tháng 8 năm 1994  | La Silla               | E. W. Elst                     |
| 13598 -               | 1994 PY19    | 12 tháng 8 năm 1994  | La Silla               | E. W. Elst                     |
| 13599 -               | 1994 PM21    | 12 tháng 8 năm 1994  | La Silla               | E. W. Elst                     |
| 13600 -               | 1994 PL26    | 12 tháng 8 năm 1994  | La Silla               | E. W. Elst                     |